# Ari Brown
Ari Brown (eigentlich Richard Brown, * 1. Februar 1944 in Chicago, Illinois) ist ein US-amerikanischer Saxophonist des Creative Jazz.

## Leben und Wirken
Ari Brown besuchte das Wilson College in Chicago, wo ihn u. a. Richard Wang unterrichtete, und wirkte bis 1965 als Pianist in verschiedenen Soul- und Blues-Bands. Danach wechselte er zum Saxophon und begann sich ernsthaft für Jazz zu interessieren. 1971 wurde er Mitglied der Association for the Advancement of Creative Musicians, der auch andere Abgänger des Wilson College wie Jack DeJohnette, Henry Threadgill, Roscoe Mitchell und Joseph Jarman angehören, und spielte zwei Alben mit der Gruppe The Awakening ein.
Ende der 1970er Jahre arbeitete er u. a. mit McCoy Tyner, Don Patterson und Sonny Stitt, in den 1980er Jahren mit Lester Bowie, Von Freeman, Bobby Watson und Anthony Braxton. Seit 1989 gehörte er zu Kahil El’Zabars Ritual Trio. Daneben arbeitete er als Sideman von Anthony Braxton, Muhal Richard Abrams, Lou Rawls, B.B. King, Chuck Berry, Elvin Jones, Andrew White, Della Reese, Billy Eckstine und anderen. Auch spielte er mit dem Chicago Symphony Orchestra bei der Premiere der Oper Malcolm X von Anthony Davis. Seine erste CD als Bandleader erschien 1996.

## Diskographie (Auswahl)
- Anthony Braxton’s Charlie Parker Project, 1993
- Moye/Brown/Raashiek Jam for Your Life, sowie mit Bill Brimfield bzw. Sonny Covington, Ken Prince, Rollo Radford bzw. Thomas Palmer, Joel Brandon, Kewu
- Ultimate Frontier mit Kirk Brown, Yosef Ben Israel, Avreeayl Ra, Dr. Cuz, 1996
- Venus mit Kirk Brown, Avreeayl Ra, Thaddeus Expose, Art Burton, 1998
- Ari Brown & Francis Wong: Needs Are Met, 2015
- Joshua Abrams Cloud Script, 2020
- Natural Information Society: Since Time Is Gravity (2023)